# Первомайское (Кашарский район)
Первомайское — село в Кашарском районе Ростовской области. Административный центр Первомайского сельского поселения.

## География

### Улицы
| - ул. Калинина, - ул. Кирова, - ул. Колхозная, - ул. Комсомольская, - ул. Крупской, | - ул. Ленина, - ул. Лермонтова, - ул. Лесная, - ул. Мира, - ул. Набережная, | - ул. Почтовая, - ул. Садовая, - ул. Сельхозтехники, - ул. Советская, - ул. Строителей, | - ул. Торговая, - ул. Фрунзе, - ул. Чапаева, - пер. Мостовой. |

## История
В 1719 году пан Голодаев-Саринов купил земли, которые располагались на расстоянии 9 километров от современной территории села Первомайского. Там крепостные стали строить его усадьбу. Была основана оброчная деревня. В связи с тем, что у пана была двойная фамилия, одно из своих сёл он назвал Голодаевкой, а второе — Сариновкой. Голодаевка со временем была переименована в село Первомайское, а Сариновка сохранила своё название без изменений. В деревне у пана был кирпичный дом с двумя балконами. На территории современной улицы Крупской располагались сараи, амбары, конюшни, кухни и бани. Во дворе дома были высажены сирени, розы и разные фруктовые деревья. По ту сторону реки были сады, территория которых достигала 8 гектар. В садах были посажены яблони, вишни, груши, виноград и орехи. На правом берегу реки появились липовые аллеи, которые сохранились до наших времён. В 1861 году, с отменой крепостного права, жизнь местных крестьян не была улучшена. Для обработки земли нужны были специальные средства, которыми крестьяне не располагали. Последним из панов и владельцев этих сёл был Илья Николаевич Саринов-Голодаев. При нём, часть детей из семей крестьян, начала обучение в начальной школе. В 1920 году был создан совет бедноты в селе. 1921 год был тяжёлым периодом для села, так как многие сельчане страдали от голода и болезней. В бывшем панском доме в это время была обустроена больница. В 1929 году в Голодаевке был организован колхоз «Волна революции», первым председателем которого был рабочий Чудовский. В 1934 году в колхозе появились первые тракторы, двухэтажную школу построили из кирпича старой церкви — она была открыта осенью 1937 года. 
В марте 1940 года село Голодаевка переименовано в Первомайское.
С 18 июня 1942 года по 22 декабря 1942 года село Первомайское было оккупировано немцами. В 1960-х годах колхоз был объединён и назван колхозом имени «1 мая», а в 1964 году здесь была введена денежная оплата труда.
С 1938 по 1963 годы являлось административным центром Киевского района.
Церковь Святого Архангела Михаила слободы Нагольной Голодаевки начала строиться по выданной из Новочеркасской духовной консистории грамоте от 23 мая 1832 года на средства помещицы, жены поручика, Степаниды Максимовны Сариновой.
Освящена была в 1840 году. Через 21 год по устройстве церкви здесь открыто сельское приходское училище.
В 1879 году церковь была увеличена и к ней была пристроена колокольня. До этого времени колокольня помещалась отдельно от церкви. 

## Население
| 1959 | 1989  | 2002  | 2010  |
| ---- | ----- | ----- | ----- |
| 2089 | ↘1783 | ↘1470 | ↘1310 |